# 大谷和子
大谷 和子（おおたに かずこ、1955年6月5日 - ）は歌人。歌誌「花笑み」代表。夫は俳人の遠藤若狭男。

## 経歴
静岡県榛原郡本川根町（現川根本町）生まれ。1981年、岡野弘彦に師事し、歌誌「人」に入会。1993年、「人」解散、「白鳥」の創刊に参加。2009年、「花笑み」を創刊。

## 著書
- 歌集『水の迷宮』 牧羊社〈新鋭歌人シリーズ〉、1985年
- 歌集『夢の構図』 不識書院、1993年
- 歌集『空色朝顔』 角川書店、2000年 ISBN 9784048718592
- 歌集『笑ふ人』 砂子屋書房、2004年 ISBN 9784790408222
- 『名歌即訳若山牧水-短歌の意味がすぐわかる！』 ぴあ、2004年 ISBN 9784835609805